# Eugène Goossens (figlio)
Eugène Goossens (Bordeaux, 28 gennaio 1867 – Londra, 31 luglio 1958) è stato un violinista e direttore d'orchestra francese.

## Biografia
Nacque a Bordeaux e studiò a Bruges ed al Conservatorio Reale di Bruxelles. Si trasferì in Inghilterra con suo padre, Eugène Goossens padre, nel 1873 e dopo un periodo di servizio presso la Carl Rosa Opera Company come violinista, répétiteur e vicedirettore, sotto la direzione di suo padre, entrò alla Royal Academy of Music a Londra nel 1891.
Dopo aver diretto altre compagnie d'opera tra cui la Moody-Manners Company, tornò alla compagnia Carl Rosa, prestando servizio dal 1889 al 1915 come direttore principale. Diresse parte della stagione lirica di Sir Thomas Beecham al His Majesty's Theatre nel 1917. Nel 1926 entrò a far parte della British National Opera Company come direttore.
Goossens sposò una cantante della compagnia Carl Rosa, Annie Cook, che era figlia di un noto basso, T. Aynsley Cook. I loro figli furono il compositore e direttore d'orchestra Sir Eugene Aynsley Goossens, le arpiste Marie Goossens (1894–1991) e Sidonie Goossens (1899–2004), il cornista Adolphe Goossens (1896–1916) e l'oboista Léon Goossens (1897–1988).